# Agriculture en Islande

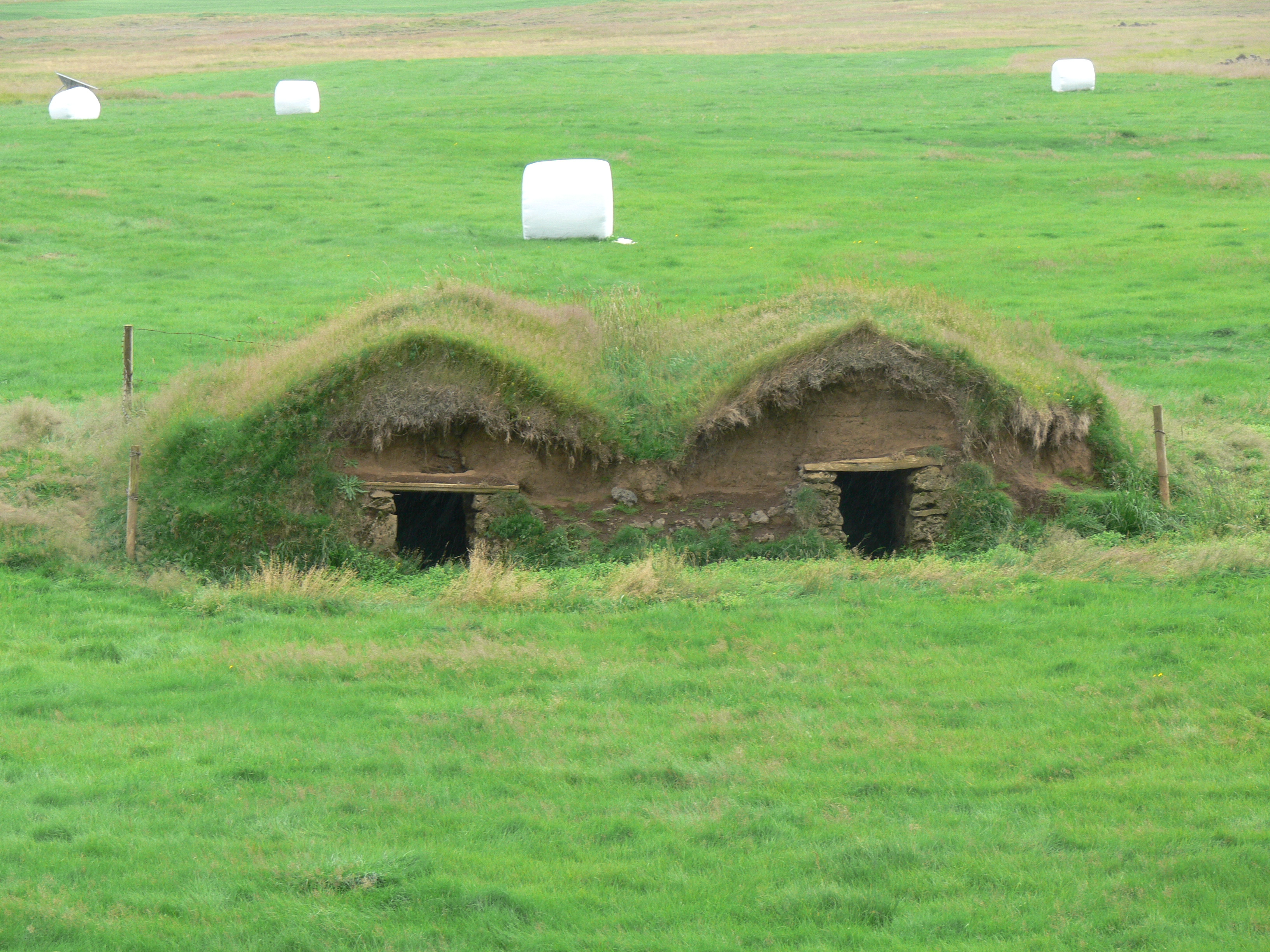
Anciens bâtiments à toiture végétale et balles d'herbe enrubannée à Keldur

L’agriculture en Islande est un secteur employant, hors pêche, 3 % de la population et représentant 1 % du PIB, et occupant un quart des sols. Développée dans un environnement géologique et climatique peu propice, elle privilégie l'herbe (pour les animaux d'élevage), avec toutefois une production sous serre permettant la culture de primeurs (notamment tomates et concombres) et de fleurs. Elle est la plus subventionnée de tous les pays de l'OCDE, à la fois en raison du poids historique des agriculteurs, de l'attachement affectif au secteur et afin d'assurer un minimum d'indépendance alimentaire. Bénéficiant d'une énergie bon marché favorisant la culture sous serres, elle doit faire face en contrepartie à de forts problèmes d'érosion des sols. Ses orientations doivent en outre tenir compte des réglementations européennes, dans le cadre de la procédure d'adhésion de l'Islande à l'Union européenne

## Histoire

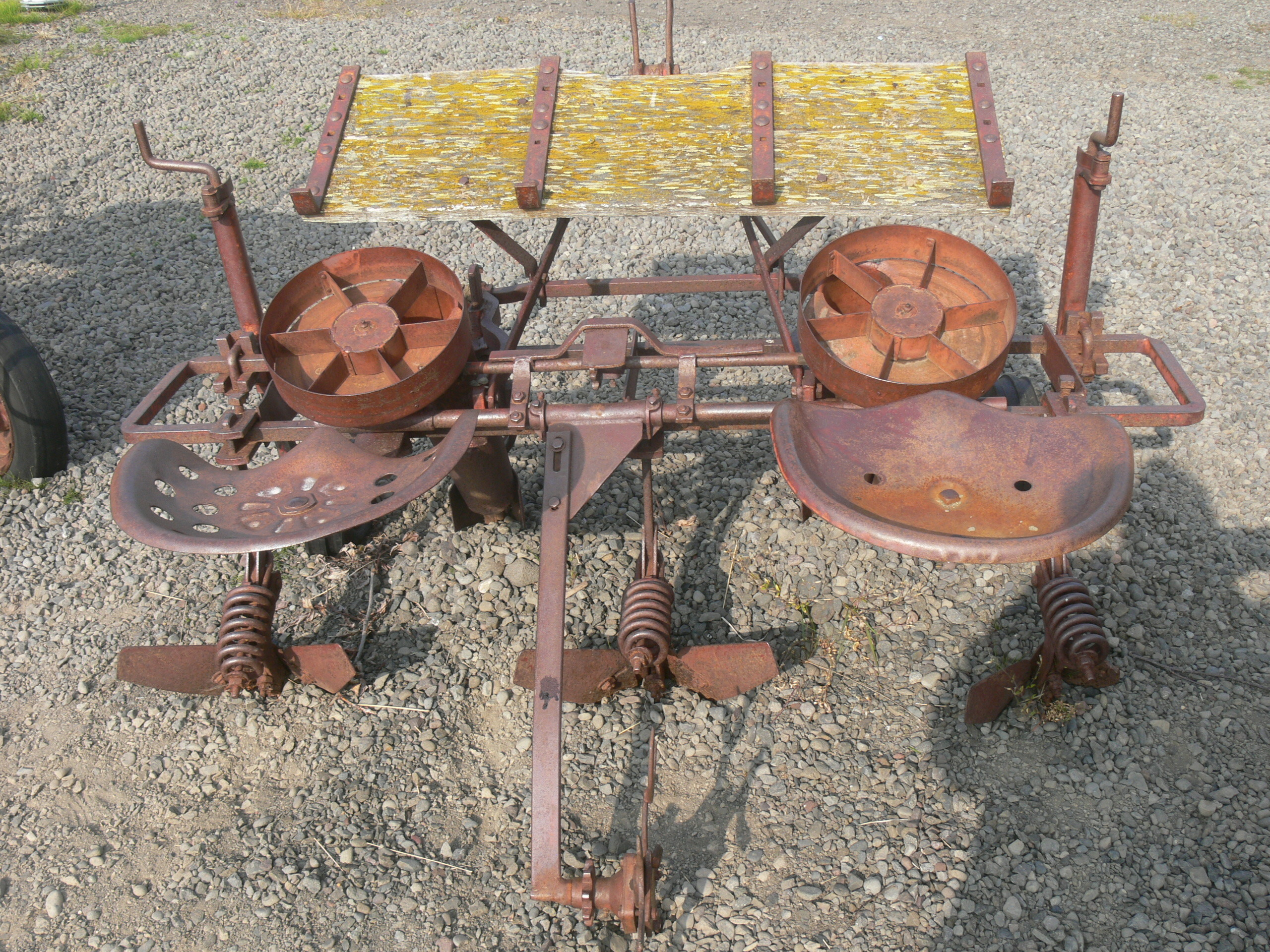
Ancien plantoir à pommes de terre

Entamée dès la colonisation viking de l'Islande au IXe siècle, l'agriculture représente initialement l'essentiel des ressources vivrières, mais elle est insuffisante pour satisfaire l'ensemble des besoins alimentaires et la population dépend en majeure partie des importations en provenance du Danemark. La crise climatique du petit âge glaciaire a des effets en Islande aux XVe et XVIe siècles, et conduit à un développement de la pêche côtière comme ressource supplémentaire.
En 1900, sur une population de 78 500 habitants, 80 % d'entre eux sont des ruraux, tous métiers confondus. En 2006, à la suite d'un mouvement d'exode rural régulier, cette population est inférieure à 5 %. En valeur absolue, le nombre d'agriculteurs proprement dit est stable pendant la première moitié du XXe siècle, ne commençant à décroître qu'à partir de 1954, où ils sont 6617. En 1963, la part des ruraux dans la population est de 18,5 %, dont 5 660 fermiers, elle tombe à 14 % deux ans plus tard, alors que les économistes visent à la réduire à 8 %, tout en augmentant la productivité et les rendements. Dans le même temps, le nombre de fermes augmente, en raison de la décohabitation de structures regroupant traditionnellement plusieurs familles dans une même ferme, et de la création de fermes sur des secteurs géographiques auparavant inexploités, grâce à une politique de drainage et d'amendement touchant principalement le sud-ouest du pays.
Une étude du CNRS menée en 1965 témoigne du fort attachement à ce secteur, bien que 95 % des ressources proviennent de la pêche et qu'un exode rural touche le nord-ouest, la population se concentrant aux deux-tiers dans le sud-ouest du pays. Le mouvement coopératif se développe dès 1882, rassemblant agriculteurs et consommateurs, afin de lutter contre le monopole des négociants danois. En 1902, le mouvement des coopératives se fédère, et regroupe en 1965 15 % de la population. Envisagé dans une logique verticale, il détient des outils de transformation alimentaire, ainsi que des compagnies de transport ou des hôtels.

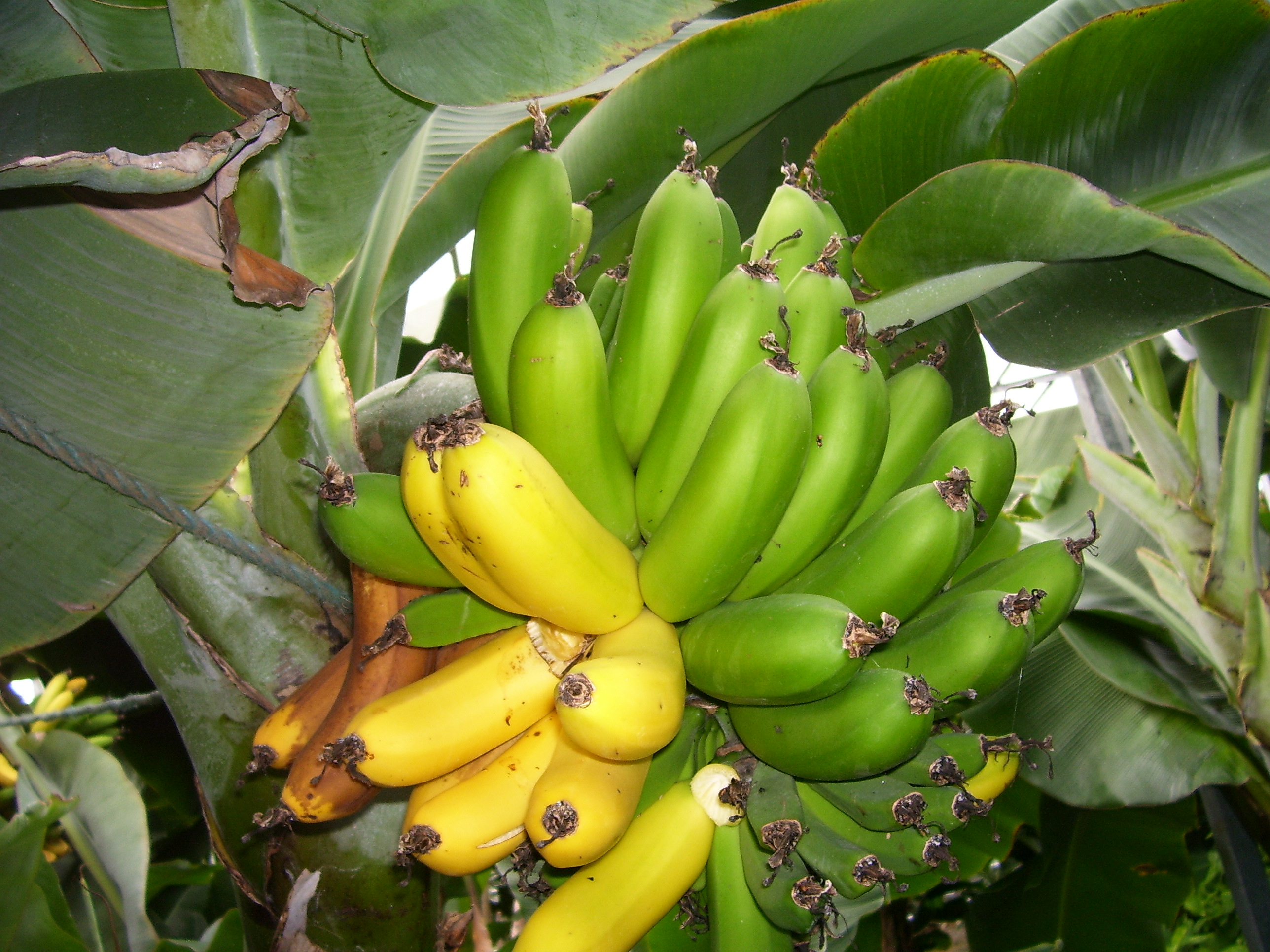
Culture de bananes sous serre

Entre 1951 et 1953, un triple projet national cofinancé par la Banque mondiale voit le jour. Le premier volet prévoit la construction d'usines hydro-électriques afin de répondre à la demande croissante d'énergie. Le projet agricole prévoit l'assistance à l'extension des terres cultivées et la reconstruction des fermes et bâtiments agricoles. Le troisième volet consiste en la construction d'usines de productions de fertilisants, afin d'en diminuer leurs coûts pour les agriculteurs.
Le premier projet permet le développement de serres horticoles, qui fournissent tomates, concombres et de façon plus marginale d'autres végétaux telles que choux, salades, champignons, poivrons, etc.
En 2006, on ne recense plus que 3 394 fermes employant 3,4 % de la population et un peu plus de 800 propriétaires de cheptels non exploitants (État, municipalités et propriétaires privés). Cette baisse s'est accompagnée d'un accroissement de la production, en raison d'un phénomène de concentration et d'agrandissement de la taille des cheptels.

## Occupation des sols et du territoire
Compte tenu des conditions climatiques, les zones agricoles sont presque toutes situées sous l'altitude des 200 m. Sur une surface totale de 103 022 km2, seuls 26 % du territoire islandais est propice à la culture, landes pâturables incluses, les trois autres quarts étant constitués de glaciers, de zones humides, de champs de laves volcaniques ou zones d'altitude impropres à la culture. Sur ces 26 %, 1 % est dévolu à la culture légumière, le reste étant constitué de pâturages et de champs à foin. Pour ces raisons, la production agricole est composée de façon prépondérante d'élevage : moutons, vaches laitières, bœufs de boucherie, œufs, volailles, chevaux et plus récemment porcs.
La population agricole est vieillissante, avec un âge moyen des exploitants de 52 ans.

## Principales productions

### Élevage
Alors que, en 2008, les fermes ovines ont un cheptel assez faible de 400 têtes en moyenne, les fermes bovines, principalement destinées à la production de produits laitiers, comportent plus du double de bêtes, soit 1080. La conséquence en est une charge de travail plus élevée pour ces dernières, puisque les fermiers spécialisés en bovins déclarent plus de 13 heures de travail par jour, contre moitié moins pour les producteurs d'ovins. Sur les quarante dernières années, le cheptel animal est en augmentation, avec 69 000 de têtes en 2008 contre 53 000 en 1970. Ces chiffres masquent toutefois une décroissance continue et significative des gros animaux (ovins et bovins), exception faite des chevaux, au profit des poules pondeuses et des visons.

#### Mouton
Le mouton et l'agneau sont les viandes traditionnelles de consommation. L'une des caractéristiques de l'exploitation ovine est la libre pâture en été, qui permet de posséder des cheptels sans forcément disposer de beaucoup de terres en propre.

#### Chevaux
Malgré la mécanisation et la faible consommation de viande de cheval, le cheptel a plus que doublé lors des 40 dernières années, avec près de 77 000 têtes en 2007. Cela proviendrait d'un engouement des Islandais pour les chevaux comme « animal de compagnie ». De nombreux habitants de Reikjavik sont propriétaires d'un cheval, qu'ils laissent en pension chez des agriculteurs. Certains sont utilisés dans le secteur des manifestations hippiques et du tourisme. Les groupes de randonneurs hippiques traversant l'Islande sont très souvent accompagnés d'une bande de chevaux non sellés, confiés aux exploitants dans ce but afin de renforcer leurs qualités d'endurance.

### Cultures
Elles sont limitées par les longues périodes de gel et le faible ensoleillement en hiver du fait d'une latitude proche du cercle polaire. La géothermie offre cependant des possibilités. Il existe des serres qui cultivent quelques fruits tropicaux (voir Culture de la banane en Islande), mais cela reste marginal.

#### Pommes de terre
C'est la culture de base traditionnelle. Elle représente les plus forts tonnages des productions végétales, l'ensemble des autres cultures, grains exceptés, n'ayant été permises que par l'apparition des serres, chauffées grâce aux ressources d'une énergie à bon marché procurée par l'hydro-électricité, puis par la géothermie, grâce aux ressources volcaniques.

#### Grains
Destinés à l'alimentation animale, les granulés à base de graminées et le foin sec ont progressivement disparu pour laisser la place à l'herbe enrubannée et au grain d'orge.

#### Légumes
Les serres chauffées par géothermie permettent la production de légumes : tomates, concombres et de façon plus marginale d'autres primeurs tels que choux, salades, champignons, poivrons, etc. Voire un peu de fruits (bananes sous serre).